# Carsten Piellusch

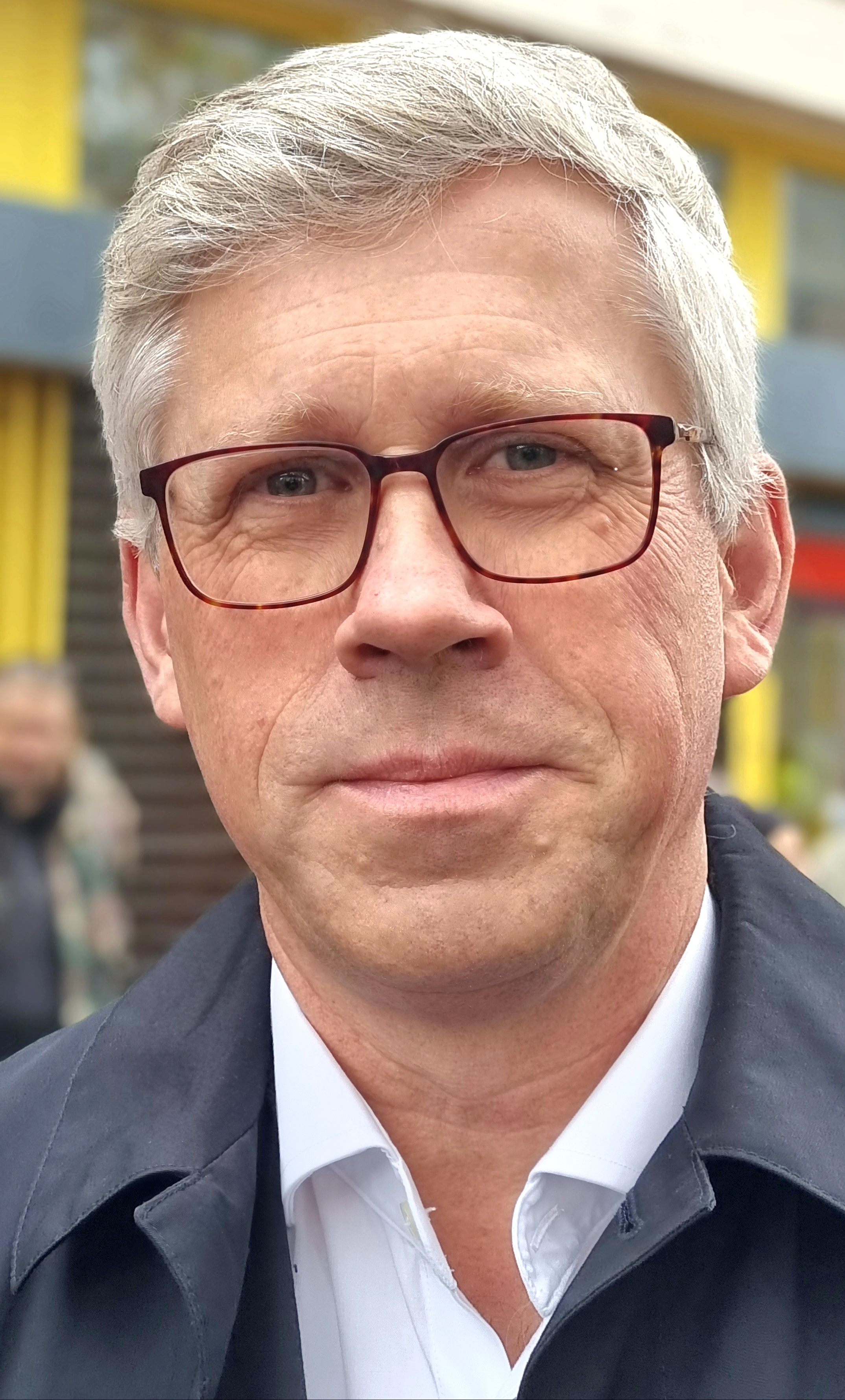
Carsten Piellusch (2024)

Carsten Piellusch (geboren 1966 in Luthe) ist ein deutscher Jurist und Bürgermeister der Stadt Wunstorf in der Region Hannover.

## Leben
Carsten Piellusch wuchs im Wunstorfer Stadtteil Barne auf. Bis zur Mittleren Reife besuchte er die Otto-Hahn-Schule und legte 1985 sein Abitur am Hölty-Gymnasium Wunstorf ab. Anschließend studierte er in Hildesheim an der Niedersächsischen Fachhochschule für Verwaltung und Rechtspflege, die er 1988 als Diplom-Verwaltungswirt verließ. In der Folge studierte er bis 1994 Rechtswissenschaften und in den Nebenfächern Wirtschafts- und Sozialwissenschaften an der Universität Hannover.
Seine berufliche Laufbahn führte Piellusch zur hannoverschen Bezirksregierung, als Richter an das Landgericht Verden und das Amtsgericht Walsrode und in die Stadt Hameln. In der Niedersächsischen Staatskanzlei wirkte er von 2001 bis 2015 als Referent für Innenpolitik sowie als stellvertretender Leiter des Referats für internationale Beziehungen und Europapolitik. Hierfür kooperierte er vielfach mit den Ministerpräsidenten Sigmar Gabriel und Stephan Weil. In diesem Zeitraum übersiedelte Piellusch 2004 gemeinsam mit seiner ebenfalls juristisch ausgebildeten Ehefrau und seinen beiden Kindern von Hannover aus zurück in seine Heimatstadt, wo das Ehepaar einen Bauplatz für ein Einfamilienhaus im Süden der Wunstorfer Kernstadt erwerben konnte.
2011 trat Carsten Piellusch der SPD bei.
2015 folgte er dem Ruf als Erster Stadtrat und Vertreter des Wunstorfer Bürgermeisters mit der Option, die Aufgaben des absehbar in den Ruhestand gehenden Amtsinhabers zukünftig zu übernehmen. Zugleich wurde ihm zunächst die Leitung eines Referats mit den Bereichen Soziales, Bildung und Ordnung übertragen. Parallel dazu war Piellusch Vorstand des Wunstorfer Kulturrings und der Musikschule Wunstorf.
Bei den Kommunalwahlen in Niedersachsen 2021 wurde Carsten Piellusch zum Bürgermeister Wunstorfs gewählt; ein Amt, das er am 1. November 2021 antrat. Zu seinen wichtigsten Aufgaben zählt er - neben Klimaschutz und Verkehrspolitik - insbesondere Soziales und Digitalisierung. Hierfür wurde nach seinem Amtsantritt ein punktuell vergrößerter Mitarbeiterstab insbesondere für die Bereiche Hochbau und Informationstechnik (IT) eingestellt. Zudem kündigte Piellusch eine verstärkte Zusammenarbeit mit benachbarten Kommunen an.